# 小幡駅
小幡駅（おばたえき）は、愛知県名古屋市守山区小幡南一丁目にある、名古屋鉄道瀬戸線の駅である。駅番号はST10。

## 歴史
瀬戸線開業と同時に設置された駅である。元々小幡は瀬戸街道と尾張四観音の一つである竜泉寺への参道（竜泉寺街道）との分岐点であり、さらには小牧・春日井から末盛へ抜ける笠寺道（四観音道の一つ）の交点にも近く、古くから交通の要衝であったところである。駅南方のタイル工場などからの地域の貨物輸送の要として、また計画中であった龍泉寺線への分岐駅として設置された。
1933年（昭和8年）から1977年（昭和52年）まで存在した2代目駅舎は、瓦葺きの洋風ドーム型の丸屋根が特徴的であった。この2代目駅舎は、1500V昇圧、栄町乗り入れ工事の一環で解体された。また、同工事の際には、貨物取扱設備も撤去された。3代目駅舎は鉄骨造りとなり、あわせて駅北側の店舗も整備された。
1990年代に入ると小幡駅前第一種市街地再開発事業が具体化し、周辺建物の立退等が始まり、本格的に駅及びその周辺の再開発工事が開始された。
1998年（平成10年）4月には、小幡駅は建て替えのため仮駅舎へ移転し、3代目駅舎は解体された。
1999年（平成11年）9月、4代目駅舎が完成し、橋上駅舎化され、地上には6両編成対応ホームが整備された。その後、仮駅舎の撤去工事を経て、西側階段の使用が開始された。

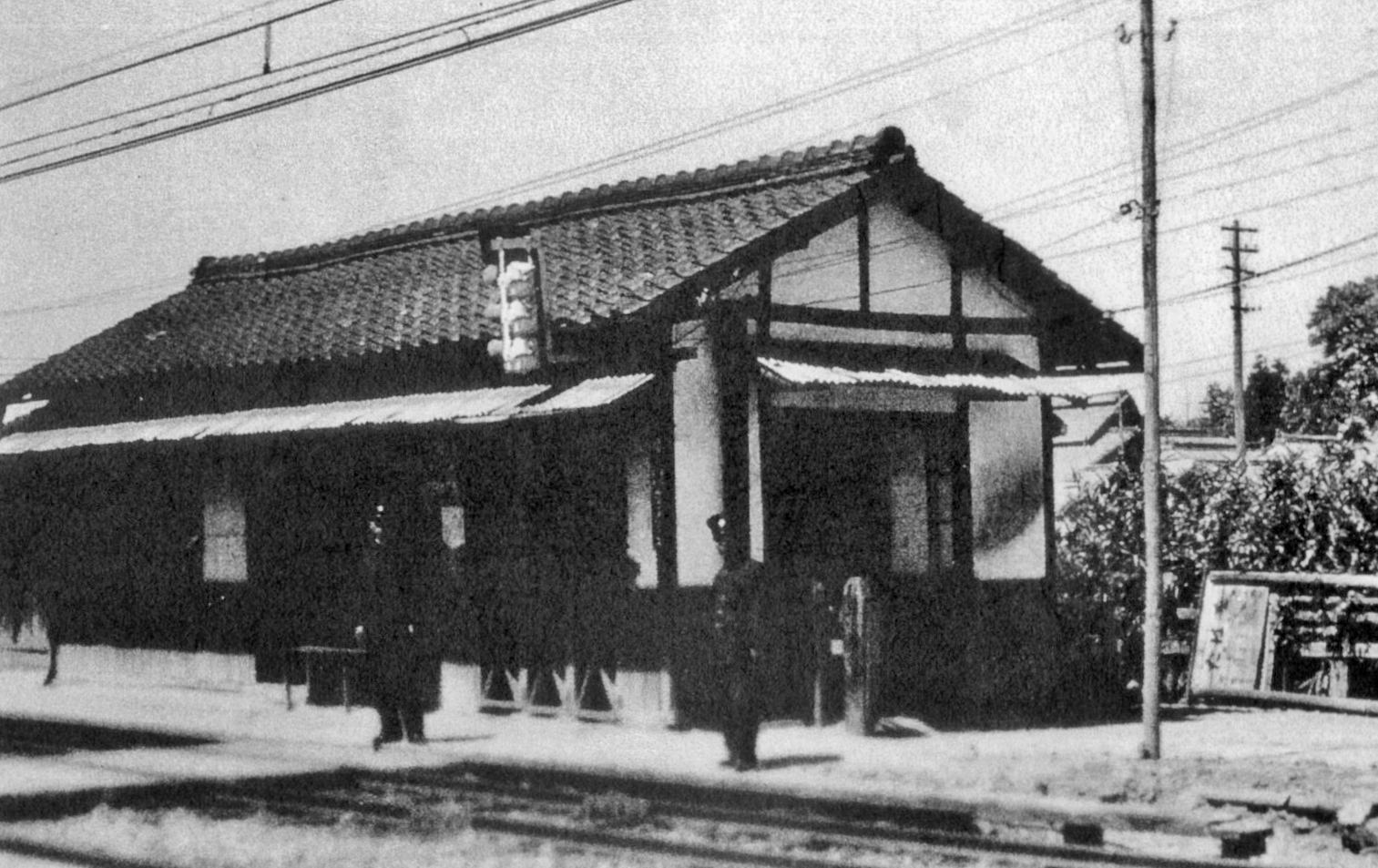
初代駅舎（大正時代）
2代目駅舎（昭和時代）

### 年表
- 1905年（明治38年）4月2日：瀬戸自動鉄道の矢田駅：瀬戸駅（現在の尾張瀬戸駅）間の開通と同時に[6]、駅開業[2][3]。
- 1906年（明治39年）12月18日：瀬戸自動鉄道が瀬戸電気鉄道に社名変更[6]。同社の駅となる。
- 1933年（昭和8年）：2代目駅舎使用開始[4]。
- 1939年（昭和14年）9月1日：瀬戸電気鉄道が名古屋鉄道に合併[6]。同社の瀬戸線の駅となる。
- 1964年（昭和39年）度：貨物営業廃止[7]。
- 1977年（昭和52年）：2代目駅舎解体[5]。
- 1978年（昭和53年）
  - 2月20日：3代目駅舎が完成し、使用を開始[8]。
  - 8月20日：急行停車駅に昇格[9]。
- 1984年（昭和59年）9月：自動改札機設置[10]。
- 1999年（平成11年）9月：4代目駅舎が完成し、使用を開始[11]。
- 2000年（平成12年）：中部の駅百選に選定。
- 2006年（平成18年）12月16日：トランパス導入。
- 2011年（平成23年）2月11日：ICカード乗車券「manaca」供用開始[12]。
- 2012年（平成24年）2月29日：トランパス供用終了。
- 2024年（令和6年）12月21日：特殊勤務駅となる[13]。

## 駅構造
6両編成対応の相対式ホーム2面2線を有する橋上駅。特殊勤務駅となっており、窓口営業時間は7:00～12:00と13:00～20:00である。2024年（令和6年）12月20日までは終日有人駅であった。改札口は橋上階に1箇所あり、付近には自動券売機（通勤manaca定期券（新規・継続）および通学manaca定期券（継続のみ）の購入も可能。ただし、名鉄ミューズカードでの決済は7:00～22:00の間に限られる。）及び自動精算機（ICカードのチャージ等も可能）を1台ずつ備えている。
ホームと改札の間にエレベーターが設置されている。また南北にある駅入口と改札口がある2階の間にもそれぞれエレベーターが設置されており、バリアフリーに完全対応している。

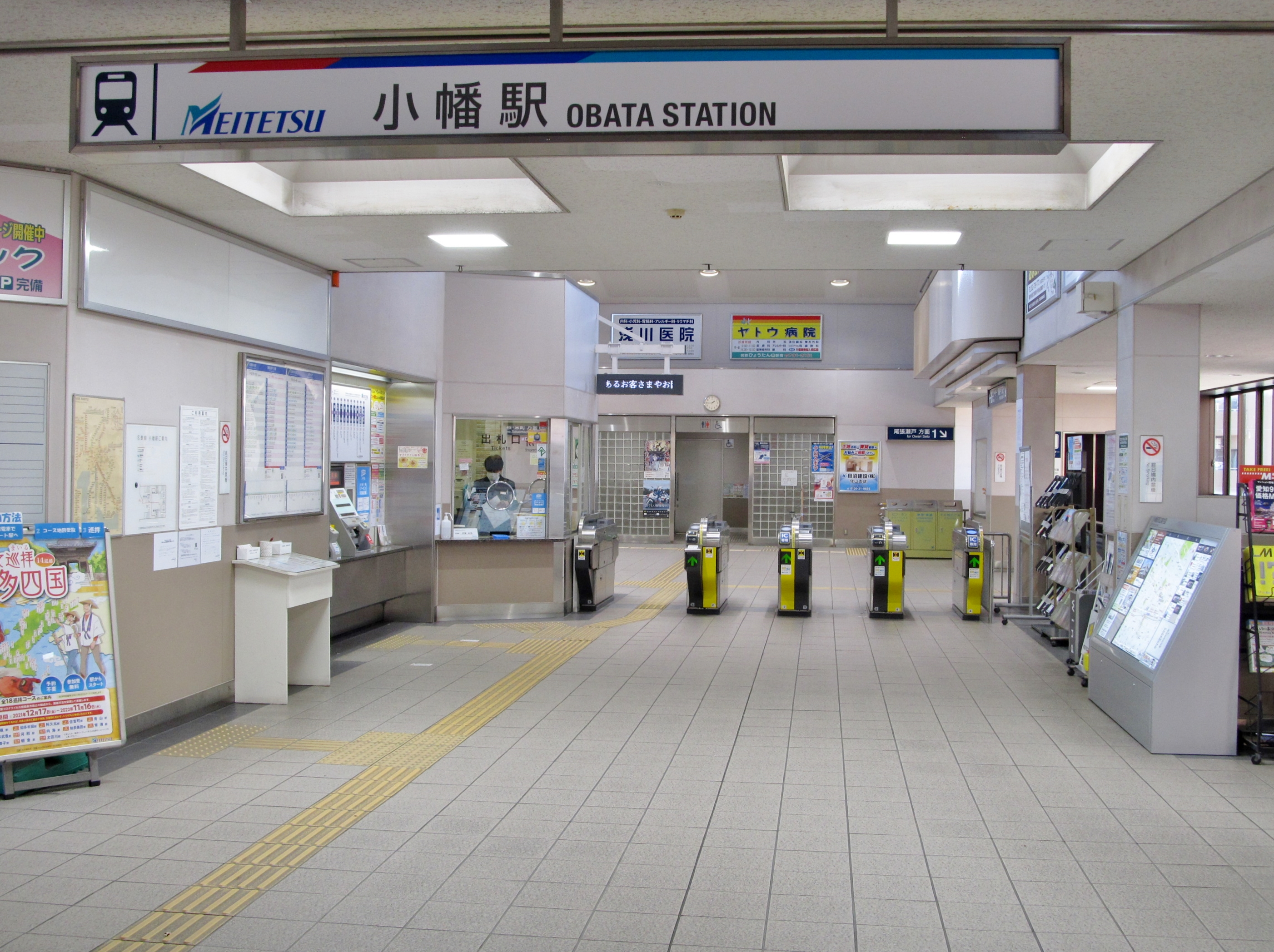
改札口
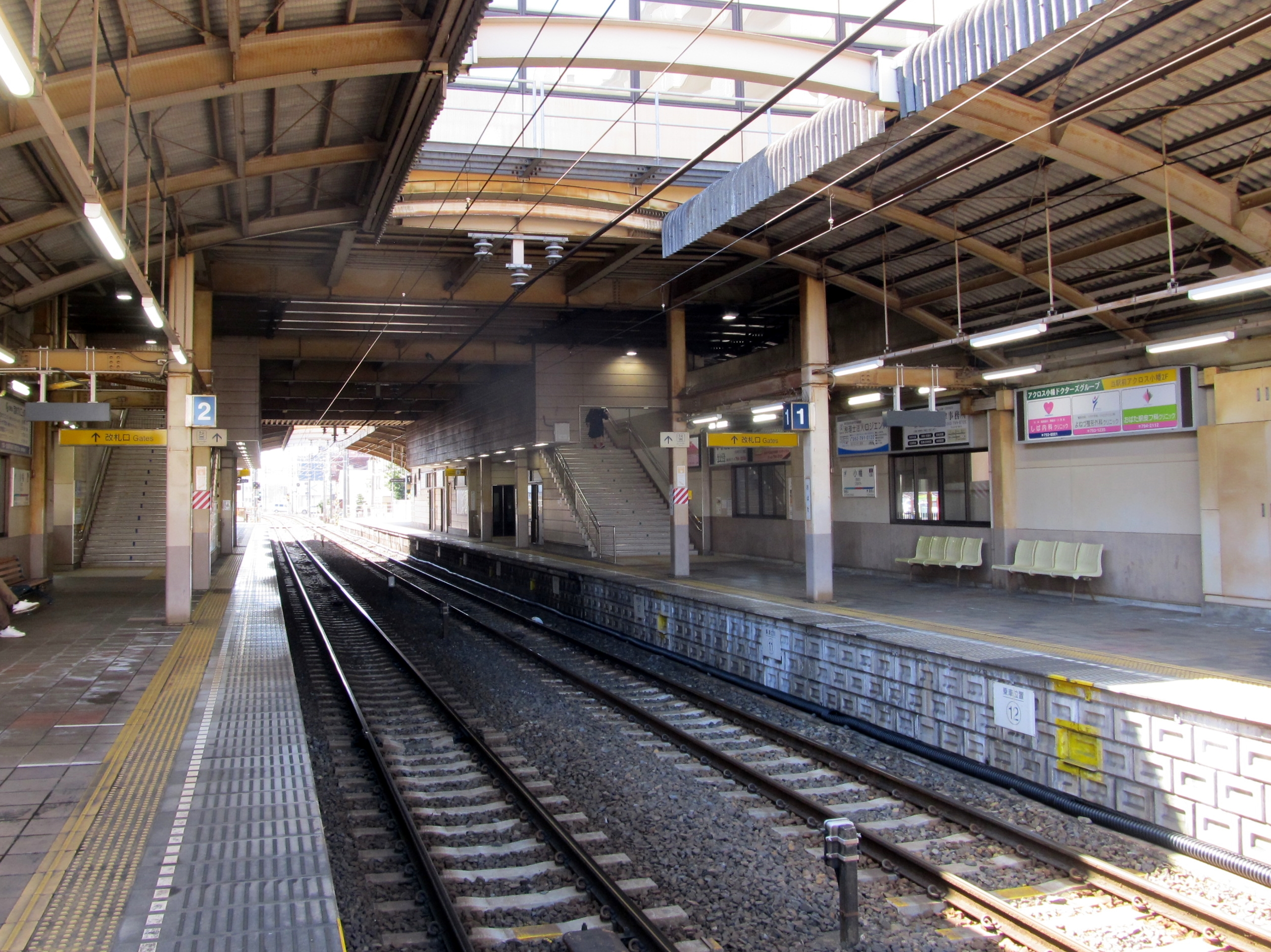
ホーム
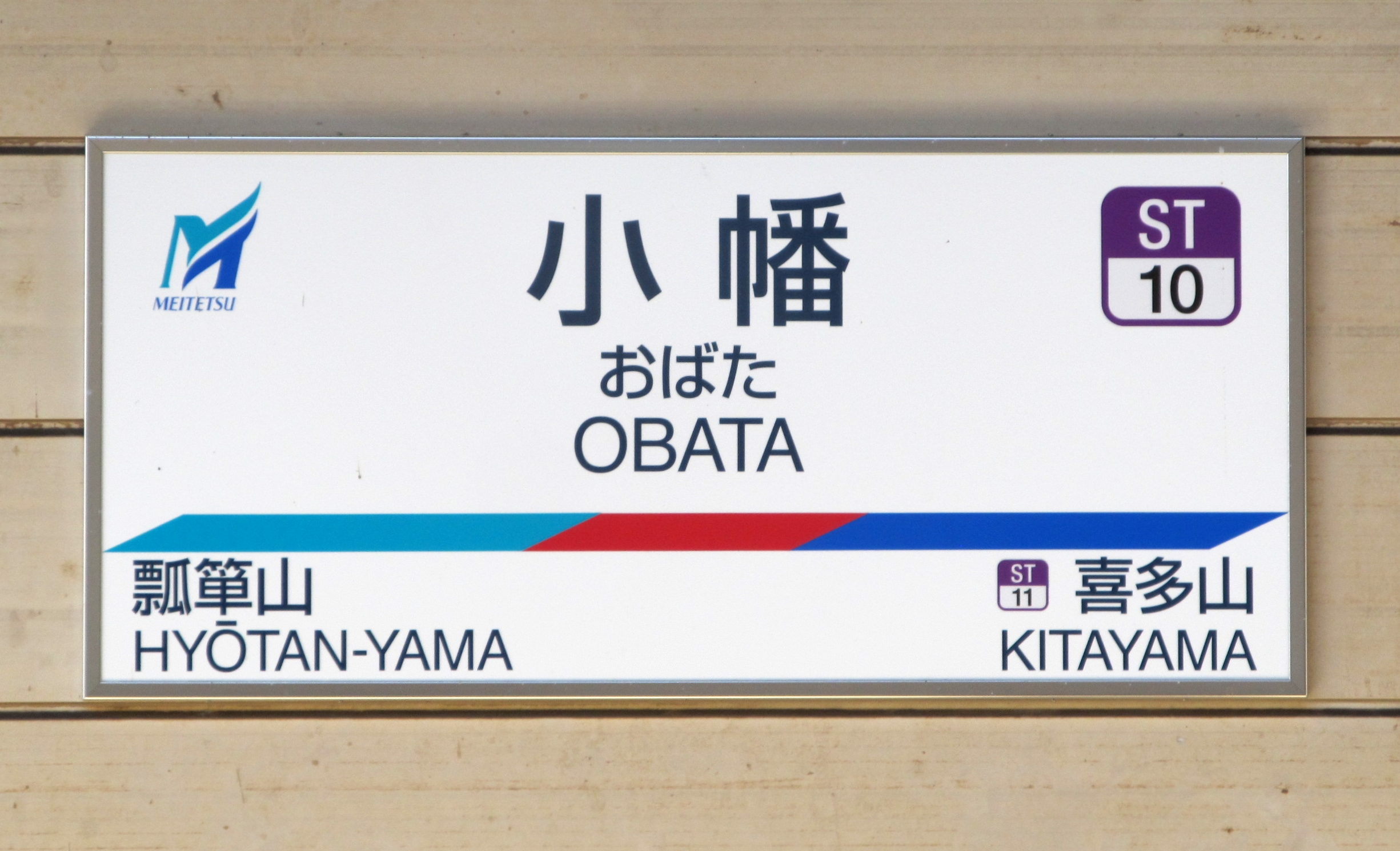
駅名標

### のりば
| 番線 | 路線      | 方向 | 行先         |
| ---- | --------- | ---- | ------------ |
| 1    | ST 瀬戸線 | 下り | 尾張瀬戸方面 |
| 2    | ST 瀬戸線 | 上り | 栄町ゆき     |

### 配線図
| ← 尾張瀬戸方面 | 小幡駅 構内配線略図 | → 大曽根・ 栄町方面 |
| 凡例 出典:     |                     |                     |

## 駅周辺
| - アクロス小幡 - 小幡駅隣接 - 名古屋市守山文化小劇場 - 守山区役所・守山保健センター - 名古屋市立守山東中学校 - 名古屋市立小幡小学校 - 名古屋市立苗代小学校 - 守山警察署・小幡交番 | - 守山郵便局 - 小幡緑地公園（西園） - 名古屋市立守山特別支援学校 - 太田屋醸造（白醤油醸造元） - 瀬戸街道（愛知県道61号名古屋瀬戸線） - 竜泉寺街道（愛知県道15号名古屋多治見線） |

## バス
最寄りのバス停は、小幡（名古屋市交通局・名古屋市営バス）。北口にある小幡交通広場に設置されている。発着する路線は以下の通り。
- 上社12号系統：上社 - 小幡 - 守山区役所 - 緑ヶ丘住宅
- 曽根11号系統：大曽根 - 小幡 - 西城 - 緑ヶ丘住宅
- 茶屋11号系統：茶屋ヶ坂 - 小幡 - 守山区役所 - 緑ヶ丘住宅
- 守山11号系統・守山巡回系統：上飯田 - 小幡 - 新守山駅
- 小幡11号系統：新守山駅 - 小幡 - 本地住宅・大森車庫
- 森.新系統：大森車庫 - 小幡 - 新守山駅
- 志段味巡回系統：小幡 - 東谷山フルーツパーク
- 千種13号系統：千種駅前 - 東部医療センター - 小幡 - 緑ヶ丘住宅
- 森.緑系統：大森車庫 - 小幡 - 緑ヶ丘住宅

1番のりば：緑ヶ丘住宅行き・新守山駅行き・小幡止まり
2番のりば：上社行き：大森車庫行き・東谷山フルーツパーク行き
4番のりば：千種駅前行き・茶屋ヶ坂行き・上飯田行き・本地住宅行き・大森車庫行き・新守山駅行き
※3番のりばは無い。

## 利用状況
- 「移動等円滑化取組報告書」によれば、2020年度の1日平均乗降人員は11,054人である[19]。
- 『名鉄120年：近20年のあゆみ』によると2013年度当時の1日平均乗降人員は12,084人であり、この値は名鉄全駅（275駅）中29位、瀬戸線（20駅）中4位であった[20]。
- 『名古屋鉄道百年史』によると1992年度当時の1日平均乗降人員は13,092人であり、この値は岐阜市内線均一運賃区間内各駅（岐阜市内線・田神線・美濃町線徹明町駅 - 琴塚駅間）を除く名鉄全駅（342駅）中28位、瀬戸線（19駅）中4位であった[21]。
- 『名鉄 1983』によると、1981年度当時の一日平均乗降人員は12,170人であり、この値は名鉄全駅中30位であった[22]。
- 「名古屋市統計年鑑」によると、当駅の一日平均乗車人員は以下の通り推移している。
  - 2004年度：5,530人
  - 2005年度：5,692人
  - 2006年度：5,564人
  - 2007年度：5,613人
  - 2008年度：5,749人
  - 2009年度：5,527人
  - 2010年度：5,545人
  - 2011年度：5,555人
  - 2012年度：5,746人
  - 2013年度：6,000人
  - 2014年度：6,097人
  - 2015年度：6,271人
  - 2016年度：6,447人
  - 2017年度：6,650人
  - 2018年度：6,727人
  - 2019年度：6,616人

※ 瀬戸線の駅では栄町駅、大曽根駅に次いで3番目に利用客が多い。年度によっては4番目の大森・金城学院前駅と逆転することがある。

## 隣の駅
名古屋鉄道
ST 瀬戸線
■急行・■準急（準急は当駅以東各駅に停車）
大曽根駅（ST06） - 小幡駅（ST10） - 喜多山駅（ST11）
■普通
瓢箪山駅（ST09） - 小幡駅（ST10） - 喜多山駅（ST11）